# Obsesión (película de 1947)
Obsesión es una película española de drama psicológico estrenada en 1947, dirigida por Arturo Ruiz Castillo y protagonizada en los papeles principales por Alfredo Mayo y Mari Paz Molinero. Fue rodada y ambientada en la Guinea española.

## Sinopsis
Víctor es un ingeniero español que es enviado a la Guinea española para dirigir la construcción de una presa. Allí un compañero le anima a cartearse con una muchacha de un internado madrileño llamada Mary, a la que solo conoce por una fotografía. Se casa con ella por poderes, pero cuando la chica llega a la colonia, Víctor se da cuenta de que no es la chica de la foto, ya que Lidia, una amiga de Mary la cambió por una suya.
Víctor enferma debido a la dureza de las condiciones laborales y por su obsesión por Lidia. Mary lo llevará a Madrid para presentarle a Lidia, que huyó del internado y se gana la vida cantando en una sala de fiestas. Aunque Víctor llega a la conclusión de que a quien ama realmente es a Lidia, vuelve a Guinea con Mary, y allí se mascará la tragedia.

## Reparto
- Alfredo Mayo como Víctor Sánchez del Campo
- Mari Paz Molinero como Mary Toledo
- Alicia Romay como	Lidia Hernández de la Vega
- Raúl Cancio como Jorge Aceval
- Antonio Casas como Teniente Bermúdez
- Manuel Kayser como Comandante
- Arturo Marín como	Capataz
- Julia Caba Alba como Inspectora orfanato
- José Franco
- Manuel Guitián como Sargento
- Nicolás D. Perchicot como Doctor
- Carmen Sánchez como Marisa

## Premios
3.ª edición de las Medallas del Círculo de Escritores Cinematográficos
| Categoría    | Nominados         | Resultado |
| ------------ | ----------------- | --------- |
| Mejor música | Jesús García Leoz | Ganador   |